# Yura Movsisyan
Yura Movsisyan (en arménien : Իուրա Մովսիսեան) est un footballeur international arménien, né le 6 juillet 1987 à Bakou en Azerbaïdjan. Il évolue au poste d'attaquant au Chicago Fire.

## Biographie

### Spartak Moscou
Fin novembre 2012, il signe pour quatre saisons et demie en faveur du FK Spartak Moscou. Le montant du transfert est évalué à 7,5 M€.
Il fait ses débuts avec le Spartak Moscou lors d'un match du championnat contre le Terek Grozny où il inscrit un triplé et marque le but le plus rapide de l'histoire de son club à la première minute.

### Real Salt Lake
En manque de temps de jeu à Moscou, le Spartak envoie Yura Movsisyan, dans le cadre d'un prêt avec option d'achat, au Real Salt Lake, club qui lui aura ouvert les portes à l'Europe sept ans auparavant. Après une saison convaincante de sa part, le Real Salt Lake accepte l'option d'achat et ramène officiellement Yura Movsisyan au club pour un montant de trois millions d'euros. Après une saison 2017 décevante, il participe au camp d'entraînement précédant l'exercice 2018 mais il est coupé de l'effectif juste avant la reprise le 2 mars 2018.

### Chicago Fire
Le 14 septembre 2018, libre depuis la fin de son contrat avec le Real Salt Lake, il s'engage avec le Chicago Fire.

## Buts en sélection
|   | Date             | Lieu                 | Adversaire        | Score | Résultat | Compétition                       |
| - | ---------------- | -------------------- | ----------------- | ----- | -------- | --------------------------------- |
| 1 | 7 septembre 2010 | Skopje, Macédoine    | Macédoine du Nord | 0-1   | 2-2      | Éliminatoires Euro 2012           |
| 2 | 8 octobre 2010   | Erevan, Arménie      | Slovaquie         | 1-0   | 3-1      | Éliminatoires Euro 2012           |
| 3 | 12 octobre 2010  | Erevan, Arménie      | Andorre           | 3-0   | 4-0      | Éliminatoires Euro 2012           |
| 4 | 6 septembre 2011 | Žilina, Slovaquie    | Slovaquie         | 0-1   | 0-4      | Éliminatoires Euro 2012           |
| 5 | 11 juin 2013     | Copenhague, Danemark | Danemark          | 0-1   | 0-4      | Éliminatoires Coupe du monde 2014 |
| 6 | 11 juin 2013     | Copenhague, Danemark | Danemark          | 0-3   | 0-4      | Éliminatoires Coupe du monde 2014 |